# Rdeči Breg (gmina Lovrenc na Pohorju)
Rdeči Breg – wieś w Słowenii, w gminie Lovrenc na Pohorju. W 2018 roku liczyła 238 mieszkańców.